# Nhà thờ chính tòa Thái Bình

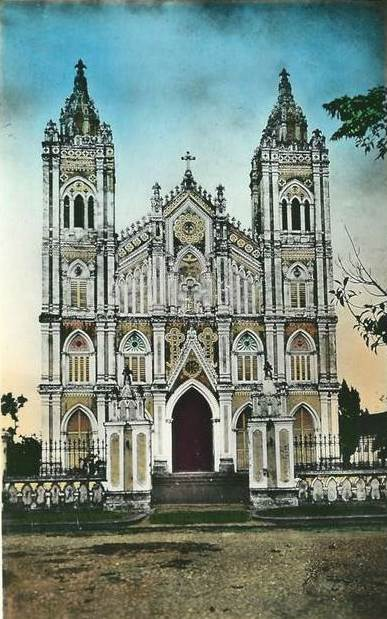
Nhà thờ chính tòa Thái Bình đầu thế kỷ XX

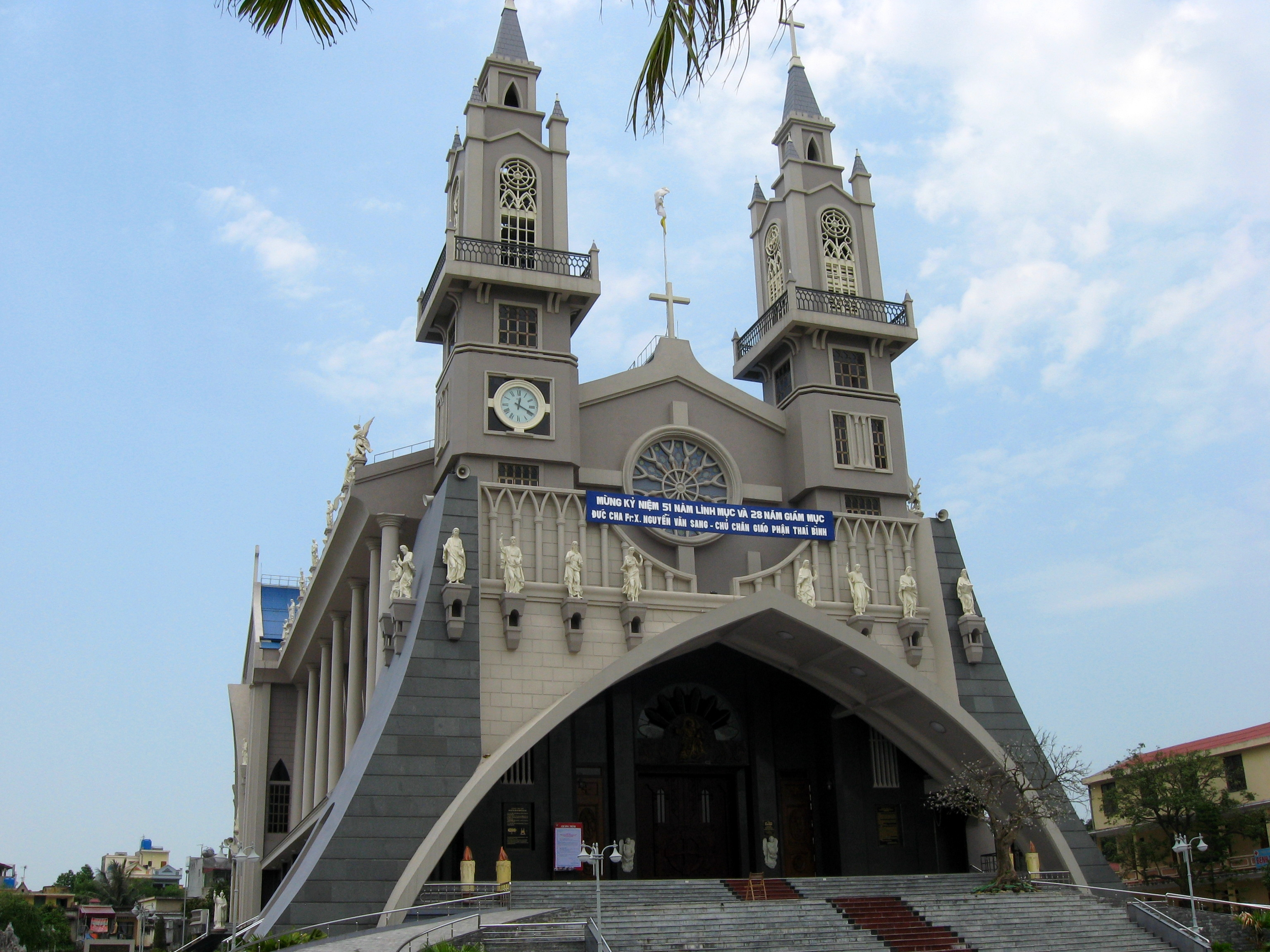
Nhà thờ chính tòa Thái Bình hiện nay

Nhà thờ chính tòa Thái Bình với tước hiệu Thánh Tâm Chúa Giêsu tọa lạc tại số 8 đường Trần Hưng Đạo, phường Thái Bình, tỉnh Hưng Yên là nhà thờ chính tòa của Giáo phận Thái Bình. Nhà thờ chính tòa Thái Bình cách trung tâm thành phố Thái Bình 5 km, cách Hà Nội 105 km.
Năm 1906, linh mục Phêrô Munagorri Trung là cha xứ Sa Cát mời linh mục người Tây Ban Nha Andres Kiên giúp việc xây cất ngôi một thánh đường theo kiểu kiến trúc Gothic nguy nga lộng lẫy tại Thái Bình.
Ngày 17 tháng 8 năm 1908, Giám mục Trung (Pedro Munagorri y Obineta) - Giám mục Tông toà Địa phận Trung - đã lập xứ Thái Bình, nhận Thánh Tâm Chúa Giêsu làm quan thầy.
Ngày 9 tháng 3 năm 1936, Tòa Thánh ban Sắc lệnh Praecipuas inter Apostolicas (Những Ưu Tư Tông Đồ), thành lập Giáo phận Thái Bình. Nhà thờ Thánh Tâm Chúa Giêsu Thái Bình trở thành Nhà thờ Chính toà của giáo phận. Lúc này Giám mục Casadio Thuận mới truyền cho linh mục Tây Ban Nha Rengel Lễ là cha Sở xứ Thái Bình lúc ấy đốc công xây thêm phần nhà thờ từ cánh thánh giá trở lên, đồng thời lập bàn thờ sơn son thếp vàng làm cho ngôi thánh đường trở nên đồ sộ, rộng lớn, bề thế hơn nhiều, xứng với tầm vóc của một thánh đường chính tòa.
Nhà thờ tiếp tục được trùng tu vào các năm 1967 và 1995. Tuy nhiên qua thời gian, nhà thờ đã có dấu hiệu của việc xuống cấp. Ngày 17 tháng 7 năm 2005, Giám mục Phanxicô Xaviê Nguyễn Văn Sang đã cho khởi công xây dựng Nhà thờ chính tòa mới và chính thức khánh thành vào ngày 13 tháng 10 năm 2007.
Nhà thờ chính tòa mới tọa lạc trên khuôn viên rộng trên 6000 m² mang đậm những dấu ấn trong Kinh Thánh. Ngôi Thánh đường được thiết kế hai tầng, có chiều dài là 81 m, rộng 24,8 m, chỗ rộng nhất là 34,2 m, diện tích nhà thờ là 2.260m², được khoác trên mình chiếc áo màu kem sáng, màu của phù sa, gợi nhớ miền quê lúa của lưu vực sông Hồng và sông Trà Lý.